# Ameromyia muralli
Ameromyia muralli là một loài côn trùng trong họ Myrmeleontidae thuộc bộ Neuroptera. Loài này được Navás miêu tả năm 1932.